# LOVExHOLIC〜魅惑の乙女と白濁カンケイ〜
『LOVExHOLIC〜魅惑の乙女と白濁カンケイ〜』（らぶxほりっく みわくのおとめとはくだくかんけい）は、2018年5月25日にアトリエかぐやから発売された18禁アドベンチャーゲーム。2020年9月25日に発売された続編『MamaxHolic〜魅惑のママと甘々カンケイ〜』（ままxほりっく みわくのままとあまあまかんけい）および第3作『PurexHolic〜純潔乙女と婚姻カンケイ!?〜』についても本項で述べる。

## ストーリー

### LOVExHOLIC
とある世界では、人口が増え、土地を開拓していった中で人類は、妖怪や妖精、怪物として伝承に謳われていた存在「亜人（デミヒューマン）」と遭遇する。半世紀に及ぶ争いの果てに両者は和解、人と亜人が共生する世界が実現した。
阿陣塚学園に通う主人公・天野 太壱はデミジョ（亜人女子）が好きで、これまで20人に告白したもののすべて失敗に終わった。ある日、同じクラスの吸血鬼と雪女のハーフ・蒼江紅音とぶつかった際に偶然、キスする形で互いに出血した血を飲み込んでしまう。その夜から一週間、高熱で生死を彷徨った末に、体液が亜人の究極の秘薬とされる「覚醒の魔素」に変化したことが判明する。これに加え、体臭はデミジョを引き付けるフェロモンとなり、デミジョたちから好かれたと同時に、覚醒の魔素を手に入れようとする様々な亜人に狙われる羽目にもなる。

### MamaxHolic
太壱のクラス担任の魔女アヴリル・バークレイは、大好きな太壱を紅音らに奪われるかもしれないという危機感から、太壱から収集した覚醒の魔素を用いた媚薬を作成していた。ところが作業中の事故により、紅音らがこん睡状態に陥る。のちにこの事件は「阿陣塚学園集団昏睡事件」と呼ばれ、当事者のアヴリルはテミス監獄に収監される。
紅音たちを救うには秘薬「万能の聖乳」が必要であり、太壱は紅音の母・舞凍、鬼上 鈴鹿の母・夜叉、そして セイラ・アドライグ・仙賀の母であるサリーに協力する。

### PurexHolic
これまで多くの高位のデミジョと交わったことや聖乳の影響で太壱自身の覚醒の魔素が進化、”亜人の王”になれる程の力「亜王の魔素」となる。そして、ついに彼はこの世界で最高位の希少種であるハトホル、アストライア、アルルの三人の運命の相手に選ばれてしまう。おまけにこの3人はいずれも結婚相手以外には恋愛感情を持たないという種族上の特性があり、紅音たちは気が気ではなかった。

## 登場人物
天野 太壱（あまの たいち）
主人公。阿陣塚学園の三年生で、もともとは普通の人間だったが、クラスメイトの蒼江紅音とぶつかった際に偶然、キスする形で互いに出血した血を飲み込んだ結果、体液が亜人の究極の秘薬とされる「覚醒の魔素」に変化する。「覚醒の魔素」は、全亜人の潜在能力開花、大きな進化をもたらすが、異性にしか効果はない。
家族構成は、父親の真助、母親の由夏子、弟の隼吾と妹の湯莉の五人家族。
蒼江 紅音（あおえ くおん）
声 - ヒマリ
「LOVExHOLIC」のヒロインで阿陣塚学園三年生。吸血鬼と雪女のハーフ。名家「蒼江家」の令嬢にして学園一と評判の美少女で、学園三大人気デミジョの一人。あまりの高嶺の花すぎて太壱ですら告白しなかったほど。物語冒頭で太壱とぶつかった際にキスする形で紅音に流れる吸血鬼の血が太壱に中に入ってしまい、それが原因で太壱が「覚醒の魔素」の特異体質人間になってしまったことから、母・舞凍から太壱との婚約を命じられる。また紅音自身、吸血鬼の真祖と雪女のハイブリッドという血筋から、どちらの種族として生きるか定まっておらず覚醒の魔素での進化を促すことになる。
鬼上 鈴鹿（きじょう すずか）
声 - 八尋まみ
「LOVExHOLIC」のヒロインで阿陣塚学園二年生。鬼族。日本有数のリゾート会社を経営する「鬼上グループ」総帥令嬢で学園三大人気デミジョの一人。入学以来、男子からの告白が絶えない人気ぶりだが、いつも辛辣な言葉で一蹴する様から「ドSなクールビューティー」として恐れられている。本編冒頭で太壱が告白した二十人目の相手だが、太壱を「ゴミ」と罵倒してフるも、その後もやたらと太壱に絡んでくる。
セイラ・アドライグ・仙賀（- せんが）
声 - 手塚りょうこ
「LOVExHOLIC」のヒロインで阿陣塚学園の三年生。人竜族。人龍族は亜人種の中でも希少種にして、トップクラスの力を持つが、セイラ自身に至っては極めてフランクな自由人で、それ故に意に沿わない婚約に反発して、現在は家出中でその際に太壱と出会う。
蒼江 舞凍（あおえ まい）
声 - 綾音まこ
紅音の母親である雪女で、蒼江家当主代行にしてIDF（国際亜人連盟）四大議長の一人でもある。
夜叉とは学生時代からライバル関係にある。太壱が「覚醒の魔素」を持つに至った経緯が、紅音との接触であるため、太壱と紅音の婚姻を主導する。また、阿陣塚町一帯の亜人を取り仕切っているため、太壱の護衛として桔梗を派遣する。
「MamaxHolic」ではヒロインに昇格、四大議長の一人として「阿陣塚学園集団昏睡事件」解決にあたる。ドMの淫乱気質。夫のヴァールは吸血鬼の真祖で現在は一年に数日しか目を覚まさないため、性欲を持て余しており、昏睡状態に陥った紅音を救うために「万能の聖乳」の候補者となったことで、太壱と性交できる大義名分を得て、性欲を爆発させる。
鬼上 夜叉（きじょう やしゃ）
声 - 大和桜（MamaxHolic）
鬼上グループ総帥夫人にして鬼上温泉旅館の女将で鈴鹿の母親。鬼族。
舞凍とは学生時代からライバル関係にある。覚醒の魔素を持つ太壱を蒼江家（舞凍）に独占させないために、鈴鹿との婚姻を画策する。
「MamaxHolic」ではヒロインに昇格。太壱のことは「婿殿」と呼び、既に溺愛している。昏睡状態に陥った鈴鹿を救うために「万能の聖乳」の候補者となったことで、太壱と性交できる大義名分を得て、夫・修羅との関係が冷え切っていることもあり、想いを爆発させる。
仙賀 サリー（せんが -）
声 - 有賀桃（MamaxHolic）
セイラの母親である人竜族の女性。日本生まれだが、ルーツがインドの八大竜王にある為か、先祖返りで日本人離れした見た目をしている。人竜族は、掟で生まれた時から許嫁が決まっていて、適齢期になると本人の意思とは関係なく結婚し、生殖行為を行う。
「MamaxHolic」ではヒロインに昇格。人竜族にとって性交は生殖行為にすぎないため、性的な知識は皆無で、昏睡状態に陥ったセイラを救うために「万能の聖乳」の候補者となったことで、抑圧されてきた人生の中で太壱と生まれて初めてちゃんとした性交をしたことで以来、「先生」と呼び慕う。
白狛千 桔梗（しらこまち ききょう）
声 - 榛名れん
狛犬族の女性で、界でも有数のボディガードを輩出する名門「白狛千家」一族の生まれである。江家に仕えるメイド兼亜人四号警備員で舞凍や紅音のボディガードをしていたが、舞凍の命で覚醒の魔素に目覚めた太壱の専属護衛となる。
「MamaxHolic」では昏睡状態に陥った紅音の護衛のため、茜に太壱の護衛を託す。
アヴリル・バークレイ
声 - ももぞの薫
太壱のクラス担任の理科教師。魔女。愛称はアヴィ。年齢は本人曰く三十路前。かなりモテるが、本人は極度の年下好きで、太壱が入学してからは一目惚れして毎日、ストーカーまがいの行為を繰り返している。
グラァネ・グール、グリモ・グール
声 - 榛名れん、綾音まこ
蒼江家当主であるの眷属の双子。屍食鬼（グール）。現在は、主のヴァールが休眠しているため、その妻である舞凍に仕えており、蒼江家の守護を担っている。
白狛千 茜（しらこまち あかね）
声 - 御苑生メイ
「MamaxHolic」より登場。桔梗の代わりに太壱の護衛として派遣された白狛千流の警備員。鬼族。白狛千姓ではあるが、一族ではなく、免許皆伝を受けた最高位の八名のみが白狛千を名乗ることが許されている。そのため、本家出身の桔梗のことは「姉様」と呼び慕っており、桔梗が入れ込む太壱には嫉妬の炎を燃やす。
鬼族のため、夜叉とは旧知の仲で夜叉の紹介で白狛千流に入門した経緯から頭が上がらない。
「PurexHolic」では、アストライアの護衛として太壱と再会する。
ミーメ・ファヴニル
声 - 蒼乃むすび
「MamaxHolic」より登場。人竜族最高権力を持つイギリスのファヴニル家の令嬢。生真面目で使命感が強い故に兄・シグルズとの婚約を破棄したセイラとその原因となった太壱への怒りから来日した。「阿陣塚学園集団昏睡事件」の発生を知らず、路頭に迷っていたところを太壱に助けられて、セイラが回復するまでの間、天野家に居候することになるが、その際に食べた由夏子の料理に感激して、居候中はだらけた生活を送る（実際に、由夏子をファヴニル家の専属料理人としてスカウトするほど）。
「PurexHolic」では、アルルの護衛として太壱と再会する。
ハトホル
声 - 榎本ねむ
「PurexHolic」のヒロインで、IDF四大議長の一人。亜人の中でも希少種の神牛（メヘト）族の女王。
アストライア
声 - 和央きりか
「PurexHolic」のヒロインで、IDF四大議長の一人にして、亜人の中でも希少種の妖精（エルフ）族の女性。その美貌からモデルとしても世界的に活躍している。同様の理由から並みの男は近づくことすらできない。
アルル
声 - 風鈴みすず
「PurexHolic」のヒロインで、IDF四大議長の一人。亜人の中でも超希少種の聖一角獣（ユニコーン）族の女王。聖一角獣族は女性しかいないうえ、女王は無垢な異種族の男とたった一度だけの子作りをする。当初太壱は対象外だったが、「亜王の魔素」に当てられ、言い寄ってしまう。なお、本人は子どもっぽい性格をしている。
モルガン・ネヴァン
声 - 冬峰子鈴
世界最高の大魔導師兼錬金術師。アヴリルの師匠に当たり、年齢は2000歳以上とされる。弟子のアヴリルが引き起こした「阿陣塚学園集団昏睡事件」解決の助言を行う（その際は名前のみの登場）。
「PurexHolic」ではヒロインに昇格。
光雅、政夫、創一
声 - 非公表
太壱の親友で学園ではいつも四人組で行動している。全員彼女がおらず、政夫は年上好き、創一はナルシスト。
鬼上 修羅（きじょう しゅら）
声 - 非公表
鬼上グループ総帥で夜叉の夫、鈴鹿の父親。鬼族。鬼族らしく巨体だが、その性根は陰険。妻子を溺愛するあまり、太壱を目の敵にする。

## スタッフ
- 原画：Choco chip
- シナリオ：第1作　近江達裕/風間ぼなんざ/すまっしゅぱんだ/須永成人
- シナリオ：第2作　近江達祐/すまっしゅぱんだ/七央結日 他
- シナリオ：第3作　近江達祐/七央結日/風間ぼなんざ 他

## OVA
ピンクパイナップルよりDVDで発売。18禁。キャストは原作と同様。
- ラブホリック ～魅惑の乙女と白濁カンケイ～ THE ANIMATION 上巻 （2019年11月29日発売）
- ラブホリック ～魅惑の乙女と白濁カンケイ～ THE ANIMATION 下巻 （2019年12月20日発売）

- ママホリック ～魅惑のママと甘々カンケイ～ THE ANIMATION 上巻 （2021年11月26日発売）
- ママホリック ～魅惑のママと甘々カンケイ～ THE ANIMATION 下巻 （2021年11月26日発売）

### スタッフ（OVA）
- 監督・キャラクターデザイン・絵コンテ - 荒木英樹
- 脚本 - 小林亮介
- アニメーション制作 - セブン
- 製作 - ピンクパイナップル

## 評価

### 評価
ニュースサイト「BugBug.news」に掲載された体験版レビューでは、日々の疲れをママに癒してほしい人にお勧めと記されつつも、「汁を集める」という設定が往年のアトリエかぐや作品を彷彿とさせ懐かしい気分になったと評されている。